# Archarinskij rajon
L’Archarinskij rajon (in russo Архаринский район?) è un rajon dell'Oblast' di Amur, nella Russia asiatica con capoluogo Archara.

## Centri abitati
- Archara
- Bon
- Žuravli
- Antonovka
- Krasnaja Gorka
- Arkad'evka
- Černoberëzovka
- Vol'noe
- Orlovka
- Gribovka
- Erachta
- Mogilëvka
- Innokent'evka
- Krasnyj Ljuč
- Kasatkino
- Žuravlëvka
- Novopokrovka
- Sagibovo
- Kundur
- Kazačij
- Tarmančukan
- Leninskoe
- Krasnyj Istok
- Michajlovka
- Novosergeevka
- Bogučan
- Novospassk
- Domikan
- Kazanovka
- Svobodnoe
- Otvažnoe
- Zarečnoe
- Kamennyj Kar'er
- Tatakan
- Severnoe
- Skobel'cyno
- Ukrainka
- Uril
- Rači
- Černigovka
- Gulikovka
- Domikan
- Kamenka
- Kulustaj
- Levyj Bereg
- Novodomikan
- Petropavlovka
- Jadrino
- Esaulovka